# جرذ كنغري صحراوي
جرذ كنغري صحراوي (الاسم العلمي: Dipodomys deserti) (بالإنجليزية: Desert Kangaroo Rat)‏ هو نوع من الحيوانات يتبع جنس الجرذ الكنغري من فصيلة الفئران المتغايرة.